# フィリップ・アンドレ・ド・ヴィルモラン

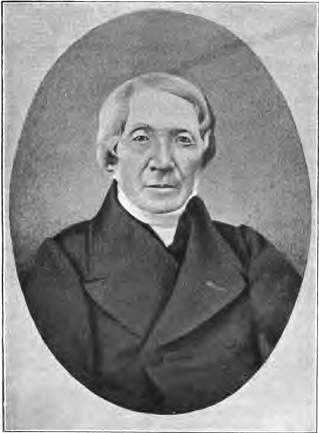
Philippe André de Vilmorin

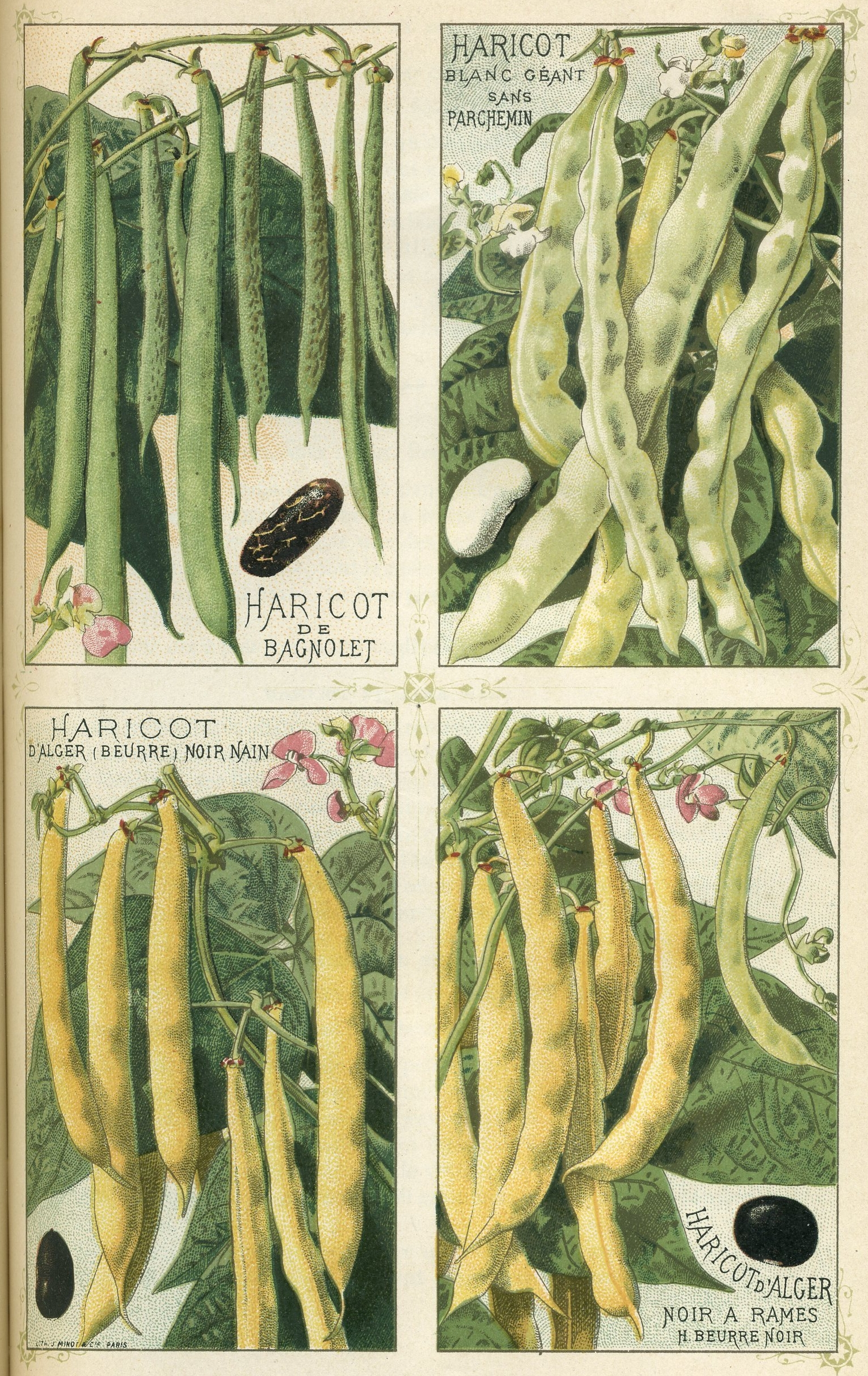
1891年のヴィルモラン商会の植物カタログの図版

フィリップ・アンドレ・ド・ヴィルモラン（Pierre-Philippe-André Levêque de Vilmorin、1776年11月30日 - 1862年3月21日）はフランスの園芸家である。父親が創設し、ヴィルモランが経営したヴィルモラン（Vilmorin & Cie S.A.）は現在も世界有数の農業関連企業である。

## 生涯
種苗ビジネスの創業者であるフィリップ・ヴィクトル・ド・ヴィルモラン（Philippe-Victoire Levêque de Vilmorin：1746-1804）の息子に生まれた。コレージュ・ド・ポンルヴォワ（collège de Pontlevoy）で学んだ後、パリで学んだ。父親の没後、会社を引き継いだ。1810年から何度かイギリスを訪れ、当時、進んでいたイギリスの植物の栽培技術を学んだ。1814年にロンドン園芸協会から彼の論文に対してメダルを贈られた。
1815年、ヴィルモラン商会(Vilmorin-Andrieux et Cie)を設立し、後にこの会社はヨーロッパ最大の種苗業者となった。パリ郊外のヴェリエール＝ル＝ビュイッソン（Verrières-le-Buisson）のルイ14世の狩猟場を購入し、私立樹木園の、Arboretum Vilmorinを設立した。1821年にはバレス（Barres）に283ヘクタールの広さの土地を購入し、松や樫の研究が可能な実験林を備えた。この実験林は現在はバレス国立樹木園（Arboretum national des Barres）の一部になっている。